# San Mauro (Bellante)
San Mauro è una frazione del comune di Bellante in provincia di Teramo.
Formato originariamente da un piccolo agglomerato di case raccolte attorno ad un forno, un frantoio a pietra e ad una torretta che ospitava un avamposto di guardie borboniche che disponeva anche di una cella per i prigionieri. La casermetta è rimasta in funzione presumibilmente fino al 1870 ed è stata abbandonata dopo la caduta della Fortezza di Civitella del Tronto che fino ad allora ha rappresentato una delle più importanti piazzeforti del Regno di Napoli nel periodo del vicereame spagnolo.